# Anhídrido sulfuroso en vinos
El anhídrido sulfuroso es un compuesto químico de azufre y oxígeno. Es el aditivo más ampliamente utilizado en vinificación, y también el más indispensable.
Mezclado con el vino en la cantidad adecuada, realiza funciones antioxidantes, antisépticas, desinfectantes y depuradoras del color, lo que convierte a esta molécula en una herramienta prácticamente imprescindible, no sólo en la elaboración de vinos, sino también en otros productos alimenticios. Sin la utilización del anhídrido sulfuroso los vinos que obtendríamos serían muy probablemente peores en color, aroma y con claras desviaciones microbiológicas (España 2021). 

## Orígenes
El anhídrido sulfuroso es uno de los conservantes tradicionalmente más utilizado en la industria alimentaria, si bien tiene más siglos de limitaciones y prohibiciones que otros. En el siglo XV se prohíbe su utilización en Colonia (Alemania) por sus efectos perjudiciales sobre los bebedores, ya que este se emplea en la conservación de sidra desde 1664. (Sáez 2012, Universidad de Zaragoza 2013)
Una de las sustancias más importantes para la elaboración de vino, además de la uva, es el anhídrido sulfuroso. Este compuesto ya se utilizaba en la época de los romanos para proteger las plantas de la acción de hongos y arañas, convirtiéndolo en uno de los aditivos alimentarios más antiguos. (Sáez 2012, Universidad de Zaragoza 2013)

## Su aplicación en la industria alimentaria
Su uso está limitado en la industria alimentaria, ya que por encima de una cierta dosis de agregado altera las características gustativas del producto. También destruye la tiamina (vitamina B1), que es importante para la nutrición humana, por lo que no es recomendable su uso en alimentos que contengan una cantidad significativa de la misma, como lo es la carne. Su efecto sobre los alimentos es antioxidante, ya que inhibe el oscurecimiento de vegetales y crustáceos que es producido por ciertas enzimas propias de los alimentos. En algunos países se utiliza para conservar el aspecto fresco de vegetales y de carnes, pero esta última práctica se considera fraude ya que el comprador es engañado con la calidad real del producto.
Sin embargo, protege en cierto grado a la vitamina C, por lo cual es utilizado en la conservación de derivados de frutas (jugos); vinagre, sidra, mostos y vinos. (Universidad de Zaragoza, 2013)

## Su aplicación en la industria vitivinícola
En la industria vitivinícola, durante el proceso de vinificación, se requiere el control de una serie de parámetros los cuales cumplen una función importante en el proceso de fermentación alcohólica y maloláctica, para asegurar que la actividad microbiológica sea desarrollada efectivamente por la población de microorganismos de interés. Por este motivo es que en la industria vinícola se hace uso del anhídrido sulfuroso como agente antioxidante, antioxidásico y antimicrobiano (Villarroel, 2005)
La utilización de una dosis adecuada de anhídrido sulfuroso en vinos,permite que estos sean menos oxidados, de mejor color y aroma; y con una menor acidez volátil. Por el contrario, la adición de altas concentraciones de este compuesto al vino puede: alterar el aroma y el sabor del mismo; provocar la formación excesiva de sulfuro de hidrógeno y mercaptanos, generando aromas desagradables en el vino; y puede ser nocivo para la salud del consumidor. Es probable que la no utilización de este aditivo en elaboración de vinos produzca peores colores y aromas del mismo, además de alteraciones microbianas afectándolo en su calidad y sensorialmente. (Zamora, 2005)

## Riesgos en el ser humano
Cuando el organismo del ser humano ingiere sulfitos presentes en los alimentos, este es transformado en sulfatos por enzimas que se encuentran principalmente en órganos como: riñones, hígado y corazón; los cuales son responsable de la eliminación de sulfitos producidos por el propio organismo durante el metabolismo de los aminoácidos. Un pequeño porcentaje de las personas asmáticas son sensibles a los sulfitos; también existen personas con niveles más elevados de sensibilidad y esto puede provocar reacciones perjudiciales
por lo que deben evitar consumir productos que contengan este compuesto. Así mismo pueden ocurrir reacciones cutáneas o diarrea, pero normalmente esto se presenta en personas con jugos gástricos poco ácidos. (Universidad de Zaragoza, 2013)
Así es el caso que la FDA (Food and Drug.Administration) ha determinado como obligatorio, en EE. UU., la mención en las etiquetas de la presencia de sulfito, cuando la dosis supera 10mg/L. (Riberéau-Gayon, 2003). Ante estos efectos nocivos para ciertas personas, se ha planteado la sustitución del mismo por otro conservante; esto es prácticamente imposible en la industria vinícola, aunque si en las demás industrias como es la de los vegetales. (Universidad de Zaragoza, 2013)
En cuanto al consumo general de productos que contienen anhídrido sulfuroso se considera una DDA (Dosis Diaria Aceptable) de 0.7mg/kg/día. (Riberéau-Gayon, 2002)
Los riesgos por exposición de operarios de planta con anhídrido sulfuroso se asocian a irritaciones y obstrucción de vías respiratorias, y dependiendo de la concentración puede provocar: neumonía, inflamación y edema pulmonar además de obstrucción pulmonar. Cuando los valores de sulfuroso son muy altos (mayores a 100ppm), éste puede ser letal. (Universidad de Zaragoza, 2013)

## Formas químicas del anhídrido sulfuroso
Cuando se realiza un agregado de anhídrido sulfuroso al mosto o vino se produce una hidratación del mismo que conlleva a la formación de ácido sulfuroso, el cual estará más o menos disociado en función del pH del medio; encontrándose las siguientes especies:
Anhídrido sulfuroso (SO2)
Bisulfito HSO3-
Sulfito SO3=
El anhídrido sulfuroso molecular (SO2): Es el principal responsable de la actividad microbiana. Es 20 veces más efectivo en la inhibición de levaduras y 500 veces más efectivo en la inhibición de bacterias, con respecto al bisulfito. Posee actividad antioxidante. Es el responsable del olor picante del anhídrido sulfuroso el cual es indeseable. (Zamora, 2005)
El bisulfito (HSO3-): Al pH del vino, es la forma predominante. Es el responsable de la inactivación de las polifenol oxidasas. Es indispensable para la activación antioxidásica del dióxido de azufre. (Zamora, 2005)
El sulfito (SO3-2): se encuentra en mínima presencia al pH del vino. Tiene poca influencia en el pH del mismo. Reacciona con el oxígeno y con el peróxido de hidrógeno. Tiene capacidad antioxidante. (Zamora, 2005)

## Estados del anhídrido sulfuroso en vinos
El anhídrido sulfuroso en forma de SO2, HSO3ˉ y SO3=. Constituye la fracción libre, por la baja concentración de ion sulfito en el vino, este anhídrido libre es la suma de la concentración de SO2 y HSO3ˉ. Al SO2 en solución se le llama anhídrido sulfuroso molecular y es realmente activo frente a los microorganismos. La otra fracción del anhídrido sulfuroso se presenta en el vino en forma combinada (Anhídrido sulfuroso combinado) la cual está en equilibrio con el SO2 libre y las sustancias capaces de combinarlo (etanal, ácidos cetónicos, azúcares y antocianos).

## Anhídrido sulfuroso libre
Se encuentra en dos estados en el vino que dependen directamente del pH y de su acidez, estos son:
-SO2 activo o molecular: que lleva a cabo la acción antiséptica en concentraciones superiores a 0.8mg/l, controlando el desarrollo de casi todas las especies de microorganismos. Esta forma es la que emite olor a azufre penetrante y picante, característico de este compuesto.
-Bisulfito: proporción de anhídrido capaz de formar sales ácidas disociadas, tiene bajo poder antiséptico sobre levaduras y un poder más elevado sobre ciertos géneros de bacterias. (Mac Kay, 2011)

## Influencia de la fuerza iónica
Las constantes de disociación con las que se trabaja están afectadas por la fuerza iónica del medio la cual varía las actividades de las distintas especies químicas. El valor de la constante de disociación para el anhídrido sulfuroso en función de la fuerza iónica del medio está dado por la siguiente ecuación:
pK’1 = pK1 – A.√ I/1+B.√ I 
Donde pK1 es el valor de la constante para un medio con fuerza iónica igual a cero; I= fuerza iónica, A y B = Actividad de las distintas especies químicas. (Riberèau- Gayon, 1980)

## Influencia del contenido alcohólico
Al variar el contenido de alcohol del medio, se tienen distintos valores de la constante pK, A y B. Realizando los cálculos correspondientes se puede demostrar una variación en el contenido de SO2 molecular, lo que marca la importancia del contenido de alcohol frente a este y a su poder antiséptico. (Riberèau- Gayon, 1980) 

## Influencia de la temperatura
Trabajando a distintas temperaturas, se tienen distintos valores de las constantes pK, A y B. Con estas variaciones se puede ver que con un aumento de 10˚C se produce un aumento de más del doble en el valor de SO2 molecular. (Riberèau- Gayon, 1980)

## Anhídrido sulfuroso combinado
Los bisulfitos poseen la propiedad de fijarse a las moléculas que poseen un grupo carbonilo (azúcares, ácidos cetónicos y etanal).
El anhídrido sulfuroso combinado es la combinación del bisulfito con el acetaldehído y con otros compuestos. Si le agregamos al vino SO2 parte de este se combina con otros componentes formando otras combinaciones de constantes de disociación variadas, que van a depender del componente con el cual se combinen. (Ribéreau- Gayon, 2002)
De esta forma tendremos dos tipos de combinaciones: Combinaciones de débil constante de disociación corresponden a las combinaciones estables, ocurren generalmente con aldehídos producidos por las levaduras para formar ácido etanol sulfónico, que es inútil en el control de los microorganismos de alteración. Combinaciones de fuerte constante de disociación corresponden a combinaciones inestables dependientes del equilibrio entre los contenidos de anhídrido sulfuroso libre y anhídrido sulfuroso combinado. Actúa como reservorio de SO2. Las sustancias a las cuales se fija el anhídrido sulfuroso en estos casos son de diversos orígenes, como por ejemplo los azúcares residuales del vino (principalmente hexosas y pentosas), algunos polisacáridos, ciertos polifenoles, algunos intermediarios de la fermentación alcohólica, como el ácido Pirúvico y el ácido α-cetoglutarico, y en el caso de uvas con pudrición noble algunos metabolitos provenientes del accionar de Botrytis cinerea. (Zamora, 2005).

## Moléculas combinantes con el anhídrido sulfuroso
Estas combinaciones dependen de la constante de equilibrio. Esta unión de las diferentes sustancias con SO2 puede ser reversible, poco reversible y prácticamente irreversible. (Riberéau- Gayon, 2002)

## Combinación con azúcares
Puede combinarse con el anhídrido sulfuroso porque poseen en su molécula función aldehído o cetona. Su capacidad de cambio es pequeña. (Riberéau- Gayon, 2002)
El mosto al tener un alto contenido de azúcar, un alto valor del anhídrido sulfuroso agregado, se combina con los mismos, dando un equilibrio muy reversible, dejando libre el SO2 al tiempo que se consumen los azúcares por la fermentación. Como esta combinación es muy reversible, para el enólogo es poco importante. (Riberéau- Gayon, 2002) 

## Combinación con polifenoles
Esta combinación es importante para el caso de los antocianos. La reacción con los antocianos es visible por decoloración de estos, ya que el compuesto antociano-SO3H que se forma es incoloro. Esta reacción como la anterior es altamente reversible, siendo el anhídrido sulfuroso combinado con antocianos valorado por el iodo, por su rápida descombinación, al consumirse la fracción libre. (Riberéau- Gayon, 2002)

## Combinación con ácidos cetónicos
Esta combinación es poco reversible. En este grupo de sustancias encontramos el ácido α-cetoglutárico, ácido 2,5-dicetoglucónico (presentes en las uvas con Botrytis) y ácido pirúvico, siendo este último el más importante. El ácido pirúvico se forma en la fermentación siendo producido por las levaduras, aumentando su concentración hasta un valor máximo para luego disminuir. Si el agregado de SO2 coincide con este pico de concentración de pirúvico, se combinará todo el anhídrido sulfuroso.(Riberéau- Gayon, 2002)

## Combinación con etanal
Desde el punto de vista enológico es el más importante, porque es muy irreversible, porque no puede liberarse este SO2 luego de combinarse. La reacción de combinación tiene un valor de constante muy pequeño, más de un 99% de esta sustancia se encuentra combinada. Dentro de los límites normales esta reacción es independiente de la temperatura. Al SO2 combinado con etanal se le llama lastre, porque no puede ser liberado en condiciones normales. La curva de producción de etanal durante la fermentación es similar a la del ácido pirúvico presentando un máximo entonces, si el agregado de anhídrido sulfuroso se realiza en ese momento se combina totalmente. (Riberéau- Gayon, 2002) 

## Grado de combinación del anhídrido sulfuroso
Cuando le agregamos al vino anhídrido sulfuroso ya sea por prevención contra las alteraciones microbianas o por oxidación, una parte de este nuevo agregado tendrá un grado de combinación que dependerá exclusiva y únicamente de las propiedades físicas y químicas del vino sometido a esta operación. Entre estas propiedades encontramos: contenido de azúcares residuales, el contenido de algunos ácidos orgánicos y el contenido de acetaldehídos en los vinos. Estos factores determinarán la proporción entre anhídrido sulfuroso libre y el combinado.(Mac Kay, 2011)
Depende del pH del vino y de su acidez, poder estimar la proporción entre anhídrido sulfuroso molecular y anhídrido sulfuroso salificado. Es muy importante determinar la proporción de anhídrido sulfuroso que se va a combinar, este viene dado por el contenido de SO2 libre inicial del vino que se va a corregir. Generalmente se dice que si el contenido de SO2 libre de un vino es inferior a 30ppm, se combinará la mitad que se haya agregado y si la cifra de anhídrido sulfuroso es el doble, se combinará un tercio. (Mac Kay, 2011)

## Propiedades del Anhídrido Sulfuroso

### Propiedades biocidas
Para que sea efectivo el anhídrido sulfuroso como biocida, se tiene que dar gran cantidad de factores como ser composición química del vino, que determinará la proporción existente entre anhídrido sulfuroso libre y anhídrido sulfuroso combinado y a su vez la proporción de anhídrido sulfuroso molecular con respecto al anhídrido sulfuroso libre. Otro factor importante es el tipo y especie de microorganismo a controlar. Las levaduras son sensibles al sulfuroso molecular, y a su vez son menos sensibles al sulfuroso en forma de sulfito. Existen algunas especies de levaduras oxidativas que toleran concentraciones de anhídrido sulfuroso molecular por encima del valor normal que se recomienda para el general de los vinos. Las bacterias son sensibles al sulfuroso molecular, al bisulfito y en menor medida al anhídrido sulfuroso con combinaciones inestables. Es importante que para controlar la gran mayoría de los microorganismos de alteración en los vinos, se mantenga en el vino una concentración de anhídrido sulfuroso molecular entre 0.5 y 0.8 mg/L, la que se alcanzará con los niveles de sulfuroso libre a mantener según el pH del vino. El poder controlador del SO2 se basa en el gran poder inhibitorio del SO2
molecular sobre una serie de enzimas, sobre la coenzima NAD y algunas vitaminas y otros cofactores enzimáticos. Este accionar, opinan algunos autores, depende de una interferencia con el trabajo de las enzimas ATPasa. (Mac Kay, 2011)

### El anhídrido sulfuroso como antioxidante
El anhídrido sulfuroso tiene propiedades reductoras porque puede asociarse con el oxígeno del medio formando ácido sulfúrico y evitando la oxidación de los compuestos del vino. Solo el anhídrido sulfuroso libre puede asociarse con el oxígeno mediante la siguiente reacción: SO3˭+ O2 → SO4˭, con el anhídrido sulfuroso combinado no ocurre lo mismo. La gran afinidad del anhídrido sulfuroso por el oxígeno puede llegar a ser un problema cuando las adiciones de este compuesto se realizan previamente a la fermentación, pues es capaz de eliminar una parte importante del oxígeno disuelto en el mosto que será empleada luego por las levaduras para la síntesis de esteroles de su pared celular. (Mac Kay, 2011) 

### Acción Antioxidasa
El SO2 se activa disminuyendo la actividad enzimática. La tirosinasa es sensible al anhídrido sulfuroso, por lo que con poco agregado del mismo queda inhibida. La laccasa la vemos en uvas enfermas con Botrytis y necesita mucho más SO2 para inhibirla. (Riberéau- Gayon, 2002)

### Acción defecante
La clarificación espontánea de los mostos por un doble efecto se ve favorecida por el agregado de SO2. Estos efectos provocan el retardo del inicio de la fermentación y que los cuerpos en suspensión se depositen o suban a la superficie. (Riberéau- Gayon, 2002)
Las sustancias en dispersión coloidal coagulan en parte y se separan de la masa del líquido. (Riberéau- Gayon, 2002)

### Acción Solubilizante
El agregado de SO2 aumenta la extracción de ciertas sustancias de la cáscara como pueden las ser sales minerales, ácidos orgánicos y en especial polifenoles, ya que destruye las células permitiendo que pasen a la solución. (Riberéau- Gayon, 2002)
El SO2 combinado carece de actividad antioxidante y antioxidásica, y sus efectos antimicrobianos son muchísimo menores. Por consiguiente la combinación del dióxido de azufre comporta la práctica pérdida de sus beneficiosos efectos. (Zamora, 2005). 
Por todo lo dicho se puede deducir que las actividades antioxidante, antioxidásica y antimicrobiana del anhídrido sulfuroso dependen de las dosis que se añada y también del grado de combinación y de las proporciones de SO2 molecular, bisulfito y sulfito presentes en el vino. La proporción entre anhídrido sulfuroso molecular, el bisulfito y el sulfito está determinada por las constantes de disociación (K1 = 1,7 x 10-2; K2= 5,0 x 10-6) y por el pH del vino. (Zamora, 2005)

## Formas de utilización del Anhídrido Sulfuroso
S + O2 → SO2

### Combustión del Azufre
Por esta reacción el rendimiento de esta combustión es de un 200% en anhídrido sulfuroso. Aunque no es lo real ya que hay pérdidas porque el azufre se sublima y pasa al vino. Esto provoca inconvenientes en la formación de ácido sulfhídrico y mercaptanos. Ahora se utiliza esta forma de agregado para el sulfitado de barricas de roble. (Riberéau- Gayon, 2002)

### Metabisulfito de Potasio
(K2S2O5 PM= 222,3 g/mol)
En teoría su rendimiento en SO2 es de 57%, pero realmente su rendimiento es del 50%. Conviene ponerlo en solución al 10% en agua. Podríamos usar otras sales como el Bisulfito de Potasio(KHSO3) o el metabisulfito de Sodio (Na2S2O5) aunque este no es recomendable.(Riberéau- Gayon, 2002)

### Anhídrido Sulfuroso Líquido
El SO2 se licúa a -15˚C a presión normal, o a una presión de 3 atm a 15˚C. La cantidad a agregar se determina directamente por pesada de los tubos o mediante el uso de sulfitómetro para el agregado en volúmenes menores. (Riberéau- Gayon, 2002)

### Anhídrido Sulfuroso en solución acuosa
Esta solución se prepara dejando burbujear lentamente SO2 en agua (30Kg en 600L de agua). La concentración de la solución puede verificarse mediante análisis químico o rápidamente por medida densimétrica. Esta solución puede conservarse de 5 a 6 días sin riesgo de una oxidación apreciable. (Riberéau- Gayon, 2002)

## Métodos de análisis de anhídrido sulfuroso
La determinación de anhídrido sulfuroso, tanto total como libre, puede llevarse a cabo de varias maneras, entre ellas los métodos de: Ripper simple, Ripper Doble, Método de Paul (Arrastre), Métodos enzimáticos e instrumentales.
Los utilizados en este trabajo fueron: Ripper Simple, Ripper Doble y Método de Paul

### Métodos por Arrastre
Se puede dosificar el anhídrido sulfuroso libre luego de una separación por arrastre gaseoso a temperatura ambiente; una técnica (Deibner,1966) utiliza el nitrógeno como gas impulsor y termina la dosificación por iodometria luego de la fijación del anhídrido sulfuroso en una solución de soda; otra (Paul,1958) emplea aire y fija el anhídrido sulfuroso en una solución de agua oxigenada neutra que lo transforma inmediatamente en ácido sulfúrico; la valoración se realiza con una solución de soda 0.01M.

### Método de Paul
En este método el anhídrido libre es extraído del mosto o vino mediante el pasaje de una corriente de aire a través de la muestra acidificada. El anhídrido removido llega a una mezcla conformada por peróxido de hidrógeno y la mezcla de indicadores, que es ajustada a un color verde oliva como punto final (neutra). (Iland et al., 2004)
Cuando el anhídrido sulfuroso (SO2) llega a la solución se produce la siguiente reacción:
H2O2 (ac) + SO2 (g) H2SO4 (ac)
Cambiando el color de la solución a púrpura
El ácido sulfúrico formado es valorado con una solución de hidróxido de sodio estándar hasta llegar a una coloración verde oliva como punto final de la valoración.(Iland et al., 2004)
La determinación de anhídrido combinado se logra gracias a la condición de medio ácido y la aplicación de calor, lo cual permite descombinar al anhídrido sulfuroso de las moléculas combinantes (azúcares, ácidos cetónicos, etc.), quedando retenido y siendo valorado de la misma manera que se describió anteriormente en el anhídrido libre. (Iland et al., 2004)

### Método Ripper Simple
Este método se basa en una reacción de óxido-reducción entre anhídrido sulfuroso y una solución de iodo valorada.
HSO3- + I3- + H2O SO4= + 3H+ + 3I-
El punto final de la valoración, tanto para el anhídrido libre como para el anhídrido total, se determina por la aparición de un color azul causado por la reacción entre el iodo y el engrudo de almidón.

### Método Ripper Doble
Este método se basa en la misma reacción química que el método Ripper Simple, presentando algunas modificaciones en la técnica, debido a que el método anteriormente mencionado presenta los siguientes errores:
1- La oxidación del sulfito durante la alcalinización, especialmente en presencia de polifenoles.
2- La recombinación con el etanal del anhídrido sulfuroso liberado en el momento en que se acidifica, lo que es imposible de evitar completamente en los vinos ricos en anhídrido sulfuroso combinado, a pesar de lo más rápida que sea la valoración.
3- La formación por alcalinización en los vinos de sustancias que consumen iodo.
4- Reacción de iodo con sustancias propias del vino.
Esa modificación al método, fue realizada por Jaulmes y Dieuzeide en 1954, y por Jaulmes y Hamelle en 1961. Este nuevo método se denominó Ripper Doble.(Riberéau- Gayon, 1980)
Y las modificaciones realizadas fueron:
Disminuir los tiempos de alcalinización a 5 minutos, para evitar la oxidación del sulfito y la formación de sustancias que consumen iodo. (Corrige errores 1 y 3)
El agregado de un gran volumen de agua fría evita la recombinación del etanal con el anhídrido sulfuroso liberado al momento de la alcalinización. (Corrige error 2).
La saturación del vino con etanal produce la combinación de todo el anhídrido sulfuroso, por lo cual al momento de la valoración con iodo únicamente reaccionan con sustancia propias del vino. (corrige error 4). (Riberéau- Gayon, 1980)

## Límites legales del contenido de anhídrido sulfuroso en el vino
Los niveles máximos de anhídrido sulfuroso en el vino están regulados por ley. Según el decreto del M.G.A.P del 8 de marzo de 1994, “Se consideran vinos en infracción a los que libreados al consumo tengan un contenido superior de 250 mg/L de anhídrido sulfuroso total, con un 10% de tolerancia”. Según Decreto de M.G.A.P del 16 de junio de 1993, para vinos de calidad preferente, en el artículo 4 establece: “Anhídrido sulfuroso total máximo 200 mg/L”. (I.N.A.V.I, 2013)